# Engelhard von Plüskow
Engelhard von Plüskow (auch: Engelke, Plischau, Plüschau; † September 1717 in Karlowitz) war ein kaiserlich habsburgischer Feldmarschall-Lieutenant.
Er entstammt der mecklenburgischen Familie Plüskow.
Seine erste Zeit ist nicht bekannt. Er war 1702 als Oberstleutnant Kommandeur des Regiments Holstein-Plön, das aus Wolfsburg in kaiserliche Dienste übernommen wurde. Im Jahr 1705 war er Oberst und kämpfte im Spanischen Erbfolgekrieg in Italien. Am 16. April 1708 wurde er zum Generalfeldwachtmeister befördert und kam als Kommandant in die Festung Ingolstadt. Dort erhielt er am 13. Februar 1709 die Erlaubnis, ein Regiment zu Fuß zu werben. Er war zunächst Inhaber und Kommandeur des Regiments. Als er 1710 aber als Kommandant in die Festung Landau versetzt wurde, übertrug er Oberstleutnant Graf Hohenfeld die Führung des Regiments. Er bekämpfte die Franzosen in der Pfalz und belagerte dann Landau. Nach langer Verteidigung von Landau musste er die Festung am 19. August 1713 übergeben. Plüschau und die ganze Besatzung kamen als Kriegsgefangene nach Hagenau. Er blieb bis zum Ende des Krieges in Gefangenschaft.
Anschließend wurde er am 18. Mai 1716 zum Feldmarschall-Lieutenant ernannt. Als solcher nahm er am 6. Türkenkrieg teil. Er nahm an der Belagerung von Belgrad teil und befehligte in der Schlacht bei Belgrad das zweite Treffen. Anschließend erkrankte er am Sumpffieber und starb im September 1717 in Karlowitz.